# Vol TAT 230
Le vol TAT 230 (IJ 230) est un accident aérien ayant eu lieu le vendredi 4 mars 1988 près de Machault en Seine-et-Marne.

## L'avion
L'appareil était un Fairchild FH-227B immatriculé F-GCPS, appartenant à la compagnie aérienne française TAT. Il avait été construit en 1967 et avait volé 33 142 heures.

## L'accident
Le vol IJ 230 décolle à 6h53 de l'Aéroport de Nancy - Essey, direction l'Aéroport d'Orly, avec à son bord 3 membres d'équipage et 20 passagers. 
Après une croisière au FL140 (4 270 m), l'avion descend au FL70 (2 135 m) à 7h26. Un peu plus tard, alors qu'il est au FL60 (1 830 m), on perd le contact. 
L'avion est victime d'une panne électrique et descend en chute libre à grande vitesse. Les pilotes, n'ayant pas d'indication sur l'altitude et la vitesse de l'appareil, ne constatent pas la chute. 
Après avoir heurté une ligne électrique, l'avion s'écrase près de Machault à 7h37. 
Il n'y a aucun survivant.

## Complément sur les passagers
- Une hôtesse de l'air qui devait effectuer le vol était arrivée en retard à l'aéroport et n'avait pu embarquer dans l'appareil. Ce retard lui a sauvé la vie.
- Un steward était programmé sur la rotation. Il venait d'effectuer les vols A/R et s'apprêtait à repartir à Nancy pour passer la nuit et réaliser le vol retour. Il lui fut demandé au dernier moment de faire le vol Dinard et accepta. Le lendemain, il perdit le contrôle de sa voiture en entendant le crash à la radio. Sa collègue venait de perdre la vie à sa place.
- Olivier Lejeune, fondateur de la société Olitec et à l'époque plus jeune PDG de France était à bord de l'appareil [2].
- Le rapport d'enquête indique que 23 personnes avaient pris place à bord. Néanmoins, la plaque commémorant l'accident indique 24 noms[3] (une des victimes était enceinte).